# Нушиншехр
Нушинше́хр (перс. نوشین‌شهر‎, азерб. Nuşinşəhr) — город на северо-западе Ирана, в провинции Западный Азербайджан. Входит в состав шахрестана Урмия.

## География
Город находится в центральной части Западного Азербайджана, к северу от реки Назлычай, на высоте 1 320 метров над уровнем моря.

Нушиншехр расположен на расстоянии приблизительно 17 километров к северу от Урмии, административного центра провинции и на расстоянии 595 километров к западу-северо-западу (WNW) от Тегерана, столицы страны. Ближайший аэропорт расположен в городе Урмия.

## Население
По данным переписи 2006 года, население составляло 6 731 человека.